# Gaflei
Gaflei es un pueblo del municipio de Triesenberg, el municipio más grande y largo (por superficie) del Distrito electoral de Oberland, en Liechtenstein. Se encuentra a 1.500 metros por encima del nivel del mar. Gaflei se fundó a partir de los asentamientos de las personas Walser en la Edad Media. El centro geográfico de Liechtenstein se encuentra en Alp Bargälla, al este de Gaflei.

## Historia
Carl Schädler compró una propiedad en Gaflei a fines del siglo XIX, y a un costo considerable desarrolló un spa allí. Gaflei se convirtió en el primer centro de salud de Liechtenstein y sigue siendo un área popular para la recreación y la excursión hasta el día de hoy. Desde 1930 hasta 1955, el complejo fue administrado por Rudolf Schädler, quien estuvo involucrado en la persecución y el intento de secuestro de Alfred Rotter, un operador de teatro judío con sede en Berlín que había obtenido la ciudadanía liechtensteiniana, para escapar de la persecución nazi. Él y su esposa Gertrud murieron huyendo de Scädler y sus cómplices, que más tarde fueron encarcelados por su participación en los asesinatos.
En 1976, Gaflei organizó una etapa del Tour de Suiza, que acabó en una de las etapas más desafiantes en la historia de la carrera.

## Excursionismo
Gaflei es un punto de partida y destino de varias rutas de senderismo, incluida la ruta Fürstensteig.